# Summertime Sadness
"Summertime Sadness" és una cançó de l'artista estatunidenca Lana Del Rey, llançada com a quart senzill del seu àlbum Born to Die. Lana Del Rey va compondre la cançó amb Rick Nowells, qui també va produir-la acompanyat d'Emile Hayne. La versió original de la cançó va esdevenir un èxit moderat al 2012 en diversos mercats europeus. L'estiu de 2013 Cedric Gervais va publicar una remescla progressive house de la cançó que va convertir-se en un gran èxit comercial, el més gran de tota la carrera de Lana Del Rey: és el seu únic top 10 al Hot 100 estatunidenc i el seu únic top 5 al Regne Unit.

## Videoclip
El videoclip per la cançó es va estrenar el dia 20 de Juliol de 2012. Lana del Rey va filmar el videoclip per la cançó el mes d'Abril del 2012 a Santa Clarita, California; sota la direcció de Kyle Newman i Spencer Susser. L'actriu Jamie King, esposa de Newman, coprotagonitza el videoclip. El videoclip parla del sentiment de no poder seguir vivnt quan et falta una persona que estimes.

## Èxit comercial

### Versió original
Tot i obtenir un èxit comercial més tímid a nivell mundial, la versió original de "Summertime Sadness" també va obtenir grans resultats en alguns mercats: va convertir-se en el segon i últim top 10 de Lana del rey a Alemanya, situant-se al número 4 a l'estiu del 2012 -més d'un any abans del llançament de la remescla de Cedric Gervais

### Remix
El remix de Cedric Gervais va convertir la cançó en el tercer (i últim fins al moment) top 10 de Lana Del Rey a la llista de senzills del Regne Unit, situant-se al número 4 i, per tant, esdevenint el senzill de l'artista que una posició més alta assolia. La cançó ha venut més d'un milió de còpies al Regne Unit. També gràcies a la remescla, "Summertime Sadness" va arribar a la sisena posició del Hot 100 de Billboard, sent el primer i únic top 10 de Lana Del Rey als Estats Units. La cançó ha estat certificada amb quatre discos de platí per la RIAA, que equivalen a quatre milions d'unitats venudes als Estats Units. En general, la remescla va ser un èxit arreu a tots els països occidentals: va situar-se al #3 a Austràlia, #7 a Canadà, #10 a França, excepte en aquells en que la versió original ja havia estat un èxit, com és el cas d'Alemanya.

## Premis
La remescla de Cedric Gervais va guanyar el premi Grammy al "millor enregistrament remesclat, no de música clàssica". La remescla va ser nominada als premis d'iHeartRadio del 2014 en la categoria de "millor cançó EDM"